# مهريبان علييفا
مهريبان عارف قيزي علييفا (وُلدت في 26 أغسطس 1964 في باكو، الجمهورية الأذرية السوفيتية الاشتراكية، الاتحاد السوفيتي)، هي نائب الرئيس والسيدة الأولى في أذربيجان، ورئيسة مؤسسة حيدر علييف، ورئيسة مؤسسة أصدقاء الثقافة الأذربيجانية، ورئيسة الاتحاد الأذربيجاني للجمباز، وسفيرة النوايا الحسنة لليونسكو والإيسيسكو.

## سيرتها الذاتية

### الحياة الأولى والزواج
ولدت مهريبان علييفا بتاريخ 26 أغسطس 1964 في باكو، ونشأت في عائلة باشاييف النافذة في البلاد، حيث أن جدها هو الكاتب الأذربيجاني، إيراني المولد مير جلال باشاييف، وقد كان عمها حافظ باشاييف أول سفير أذربيجاني لدى الولايات المتحدة، ووالدها هو عارف باشاييف وهو رئيس أكاديمية الطيران الوطنية في باكو، ووالدتها هي عائدة إيمانقولوييفا (1939-1992) وهي مستعربة وفاقهة في اللغة.
أنهت مهريبان علييفا الدراسة الثانوية في عام 1981، وتزوجت إلهام علييف، ابن حيدر علييف، في باكو في 22 ديسمبر 1983 وهي في التاسعة عشرة من عمرها، وواصلت دراستها، التي تفوقت فيها، في جامعة أذربيجان الطبية، ثم في أكاديمية موسكو الطبية في سيشينوف، التي تخرجت منها عام 1988، ومن 1988 إلى 1992، عملت مهريبان علييفا في معهد بحوث الدولة لأمراض العيون التابع للأكاديمية الروسية للعلوم الطبية في موسكو، والذي كان يرأسه الدكتور ميخائيل كراسنوف، وقد وصفتها التايمز في مقالتين لها عام 2005 على أنها «طبيب مؤهل» و«طبيب العيون السابق»، وبحسب موقعها الرسمي، فقد حصلت مهريبان في 2005 على درجة الدكتوراة في الفلسفة، وكانت حول موضوع القتل الرحيم والمفاهيم الإنسانية في الطب.
أنجبت علييفا ابنتان، ليلى (وُلدت في 3 يوليو 1984) وأرزو (وُلدت في 23 يناير 1987) وابن يُدعى حيدر (وُلد في 2 أغسطس 1997)، ولديها أربعة أحفاد. وليلى هي محررة مجلة باكو، التي نشرها رجل الأعمال الروسي الأذربيجاني أراس أغالاروف، وقد تزوجت من ابنه إمين أغالاروف.

### الحياة المهنية
في عام 1995، أنشأت مؤسسة أصدقاء الثقافة الأذربيجانية. في عام 1996، وبدعم مالي من شركة شيفرون، قدمت المؤسسة جوائز مدى الحياة لستة ممثلين عن الفن والثقافة الأذربيجانية. كما رعت المؤسسة عروض موسيقى أنطونيو فيفالدي وجورج جيرشوين في باكو.
بعد وفاة والد زوجها حيدر علييف في عام 2003، أنشأت عليفا في عام 2004، مؤسسة حيدر علييف، التي تركز على دراسة وعقد الأحداث لتعزيز أيديولوجية حيدر علييف السياسية. في أذربيجان، وفقاً لمقال إخباري صدر مؤخراً، «إن مؤسسة حيدر علييف تبني المزيد من المدارس أكثر من وزارة التعليم الأذربيجانية، ومستشفيات أكثر من وزارة الصحة، ويضطلع بالفعاليات الثقافية أكثر من وزارة الثقافة». مؤسسة حيدر علييف أيضاً ترعى مشاريع خارج أذربيجان، بما في ذلك المساعدة في تمويل التجديد في متحف اللوفر، قصر فرساي، وكاتدرائية ستراسبورغ.
وفي عام 2004، أصبحت مهريبان علييفا سفيرة للنوايا الحسنة لدى اليونسكو، تكريماً لها على صون التراث الثقافي لأذربيجان وتعزيز تقاليدها الشفوية والموسيقية. كما اُنتخبت رئيسة الاتحاد الأذربيجاني للجمباز عام 2002، وفي 2004 اُختيرت عضوة باللجنة التنفيذية الأولمبية ببلادها. وفي 2013، اُختيرت مهريبان علييفا رئيسة للجنة الوطنية للإعداد لأول ألعاب أولمبية تنظمها اللجنة الأولمبية الأوروبية في أذربيجان.
وفي 24 نوفمبر 2006، مُنحت علييفا لقب سفيرة النوايا الحسنة لدى المنظمة الإسلامية للتربية والعلوم والثقافة (إيسيسكو) لاهتمامها بالأطفال المحتاجين والمساعدة في تحسين ظروف معيشتهم وتعليمهم.
وفي انتخابات أذربيجان البرلمانية لعام 2005، اُنتخبت عضوة في الجمعية الوطنية لأذربيجان عن حزب «يني أذربيجان» (أذربيجان الجديدة) الحاكم. وكانت قد كُسِرت في الماضي للمساعدة في حملة لزوجها في عام 2003، عندما ركضت لرئيس أذربيجان. وكتبت صحيفة "الصنداي تايمز"، عام 2005 عن قرار عليفا الترشح للبرلمان الأذربيجاني، أنها «تمارس نفوذاً كبيراً»، ومؤسسة حيدر علييف «مؤسسة قوية وثرية أُنشئت لحماية إرث الرئيس الراحل ودعم عدد من المشاريع التعليمية والخيرية».
وفي 21 فبراير 2017 عُيِّنت نائبة لرئيس أذربيجان، وهو منصب اُنشئ من خلال استفتاء دستوري في عام 2016. وفي 6 مارس 2017، أنهت لجنة الانتخابات المركزية ولاية نيابة مهريبان علييفا بناءً على طلبها.

## زيارات عالية المستوى
تُعتبر مهريبان علييفا أول نائبة لرئيس أذربيجان تقوم بزيارة رسمية لفرنسا. وقد زارت الرئيس الفرنسي فرانسوا هولاند خلال حفل العشاء الذي استضاف فيه كبار المسؤولين في جمهورية أذربيجان، «تقترب بلداننا أولاً من كل ذلك بفضل العلاقات التجارية والثقافية».

## الجوائز والتكريمات

### الأوسمة والميداليات الوطنية
- – ميدالية حيدر علييف
- – شخصية 2005 [33]
- – امرأة العام (2005) [34]
- – شخصية 2015 [35]

### الأوسمة الخارجية
- – وسام جوقة الشرف[36]
- – دبلوم فخري لدولة الكويت
- – نيشان باكستان
- – وسام الاستحقاق لجمهورية بولندا
- – وسام سريتينجسكي

المنظمات الدولية
- سفيرة اليونسكو للنوايا الحسنة
- سفيرة النوايا الحسنة للإسيسكو
- دبلوم من صندوق الأمم المتحدة للسكان[37]
- جائزة منظمة الصحة العالمية[38]
- وسام اليونسكو موزارت

### شهادات فخرية
- – دكتور فخري من جامعة فيليكو ترنوفو
- – أستاذ فخري من أكاديمية موسكو الطبية في سيشينوف
- – دكتور فخري من أكاديمية إسرائيل الطبية [39]

## وصلات خارجية
- (بالإنجليزية)(بالأذرية)(بالروسية) الموقع الرسمي
- (بالإنجليزية) Azerbaijans first lady. A role model for Muslim women. (The Washington Times)
- (بالإنجليزية) timesonline.co.uk on Mehriban Aliyeva